# Musina Local Municipality
Musina (englisch Musina Local Municipality, ehemals Messina) ist eine Lokalgemeinde im Distrikt Vhembeder südafrikanischen Provinz Limpopo. Der Verwaltungssitz befindet sich in Musina. Mihloti Ethel Muhlope  ist die Bürgermeisterin. Am 3. August 2016 wurde die benachbarte Lokalgemeinde Mutale in die Gemeinde integriert und wuchs dadurch auf eine Fläche von 9923 km² an.
Die Lokalgemeinde ist nach den Musina, einem Stamm der Venda, benannt. Musina bedeutet „Kupfer“. Sie ist die nördlichste Gemeinde in Südafrika.

## Städte und Orte
- Mutale
- Musina (ehemals Messina)

## Bevölkerung
Die Zahl der Einwohner der später vergrößerten Gemeinde beträgt (Stand 2011) 160.229. Auf dem Territorium der Lokalgemeinde leben Menschen aus folgenden demografischen Gruppen: Venda, Pedi, Tsonga, Englisch und Afrikaans sprechende Personen, Shona, Inder, Personen aus Bangladesch, Chinesen und Somali sprechende Personen.

## Parks und Naturschutzgebiete
- Messina Nature Reserve